# Тускарорская война
Тускарорская война — вооружённый конфликт между индейцами народа тускарора и белыми переселенцами (британцами, голландцами, немцами) в современной Северной Каролине в период с осени 1711 года по 11 февраля 1715 года. Мирный договор, формально завершивший войну, был подписан в 1715 году.

## Предыстория
Первые успешно основанные и ставшие постоянными поселения европейцев в современной Северной Каролине были основаны в 1653 году. Индейцы народа тускарора, коренные жители этих мест, жили в мире с европейскими поселенцами, которые прибывали в Северную Каролину на протяжении 50 лет, тогда как почти все другие европейские колонии в Америке того времени активно конфликтовали с индейцами в той или иной форме. Тем не менее массовое прибытие поселенцев в конечном итоге оказалось губительным для коренных жителей Северной Каролины.
На тот момент существовало два основных племени народа тускарора: племя северных тускарора во главе с вождём Томом Блантом и племя южных тускарора во главе с вождём Хэнкоком. Земли вождя Бланта представляли собой территории вокруг современного округа Берти на реке Роанок, владения Хэнкока находились ближе к современному Нью-Берну, Северная Каролина, занимая район к югу от реки Памплико (ныне — Памлико). В то время как вождь Блант стали близким другом семьи европейских переселенцев по фамилии Блаунт из округа Берти, вождь Хэнкок обнаружил, как его деревни подвергаются грабежам со стороны белых и его люди часто похищаются и продаются ими в рабство. Оба племени сильно пострадали от распространения европейских болезней, и оба быстро теряли свои земли, которые были фактически отобраны у них охочими до чужих земель поселенцами. В конечном счёте вождь Хэнкок пришел к выводу, что не остается иной альтернативы изменить все ухудшающуюся ситуацию, кроме как напасть на поселенцев. Однако Том Блант не поддержал его и не стал участвовать в этой войне.

## Война
Южные тускарора во главе с вождём Хэнкоком объединили свои усилия вместе с индейцами памплико, коченеями, корами, маттамоскитами и мачипунгоями и за короткий срок времени атаковали поселенцев во множестве населённых пунктов. Основными целями их нападений стали плантации на реке Роанок, плантации на реке Ньюз и реке Трент и город Бат. Первые нападения произошли 22 сентября 1711 года, в результате были убиты сотни поселенцев. Несколько ключевых политических деятелей белых были либо убиты, либо бежали в последующие месяцы.
Губернатор Эдвард Хайд собрал ополчение Северной Каролины и заручился поддержкой Законодательного собрания Южной Каролины, которое предоставило «шестьсот ополченцев и триста шестьдесят индейцев под командованием полковника Барнуэлла». С этими силами они напали на южных тускарора и другие союзные им племена в округе Крэйвен у форта Наратнес на берегу реки Ньюз в 1712 году. Тускарора были побеждены, понеся большие потери. Более трёхсот американских индейцев было убито и сто взято в плен. В плен попали в основном женщины и дети, которые затем были проданы в рабство.
Англичане предложили вождю Бланту контроль над всеми племенами тускарора, если он поможет поселенцам в разгроме вождя Хэнкока. Вождь Блант сумел захватить вождя Хэнкока в плен, и поселенцы казнили того в 1712 году, однако война на этом не закончилась. В 1713 году южные тускарора потеряли форт Неохерока, расположенный в современном округе Грин; при этом более чем тысяча человек из них убиты или захвачены в плен.
К этому моменту большинство южных тускарора начали мигрировать в Нью-Йорк, чтобы сбежать от поселенцев Северной Каролины.
Остальные тускарора подписали мирный договор с поселенцами в июне 1718 года. Он даровал им участок земли на реке Роанок там, где сейчас расположен округ Берти. Этот район уже был занят Томом Блантом, и его территория была определена как площадь в 56 000 акров (227 км²); Том Блант, который взял себе имя Блаунт, был признан Законодательным собранием Северной Каролины как Король Том Блаунт. Оставшиеся южные тускарора были изгнаны из своих домов на реке Памлико и принудительно поселены в Берти. В 1722 году колония учредила округ Берти. В течение следующих нескольких десятилетий оставшиеся у тускарора земли постоянно уменьшались, поскольку племя продавало землю посредством сделок, которые с выгодой для себя устраивали различные спекулянты из белых.
Поддержка колонистов племенем катавба и другими южными племенами привела к тридцатилетней войне мести против них со стороны Шести Объединённых Наций. Это был один из самых жестоких и вместе с тем забытых и малоизученных конфликтов в истории Северной Америки.